# El Fresno
El Fresno – gmina w Hiszpanii, w prowincji Ávila, w Kastylii i León, o powierzchni 12,63 km². W 2011 roku gmina liczyła 579 mieszkańców.